# Ashley Blue
Ashley Blue, nome artístico de Oriana Rene Small, (Los Angeles, 8 de julho de 1981) é uma atriz pornô.

## Biografia
Começou a carreira em 2002 com apenas 20 anos e até o começo de 2006 fez mais de 200 filmes como atriz, e alguns como diretora.
Em 2008 ela escreveu o livro Girlvert: A Porno Memoir, suas memórias de quase 10 anos trabalhando na indústria pornográfica, que foi lançado agora em 2011 pela editora independente A Barnacle Book and Record.
Ela foi retratada por pintores como Karl Backman no Museum of Porn in Art em Zurique em 2011.
Em 2009 Ashley se casou com o fotógrafo Dave Naz, trabalhando cada vez em menos filmes.

## Filmografia parcial
- Young & Anal # 27
- Gutter Mouths # 26, # 30, # 33
- Perverted Stories # 36
- Gag Factor # 10, # 15, # 17
- Girlvert # 2, # 3, # 4, # 5, # 6, # 7, # 8, # 9, # 10, # 11
- Liquid Gold # 8, # 9, # 10, # 12
- Missing & Exploited
- Tough Love # 3, # 7
- Attention Whores # 1, # 2, # 3, # 4, # 5, # 6
- White Trash Whore # 30, # 34
- Swirlies # 2
- Perep Gone Wild # 12

## Prêmios

### AVN (Adult Video News)
- 2005 - Melhor Atriz Coadjuvante - Video (Adore)[6] In March, 2004 she signed a three year contract with JM Productions, appearing in the Girlvert series.[2]
- 2005 - Melhor Cena de Sexo Grupal (Lesbianismo) - Video (The Violation of Audrey Hollander)
- 2004 - Melhor Performance Feminina do Ano
- 2004 - Melhor Cena de Sexo Grupal (Lesbianismo) - Video (The Violation of Jessica Darlin)

### XRCO (X-Rated Critics Organization)
- 2004 - Melhor Cena de Lesbianismo - The Violation Of Audrey Hollander
- 2003 - Melhor Performance Feminina do Ano
- 2002 - Melhor na Categoria Cream Dream